# Rikho Suun
Rikho Suun (né le 27 avril 1960 à Tartu en Estonie, alors en Union soviétique) est un coureur cycliste estonien et soviétique, qui accomplit sa carrière durant la décennie 1980-1990. Sa pointe de vitesse lui permet d'orner son palmarès de nombreuses victoires.

## Biographie
Rikho Suun, dont le prénom s'écrit Riho en estonien, originaire de la République socialiste soviétique d'Estonie, commence à faire du vélo à 11 ans  au sein du club de Tartu, le Dynamo et se signale en compétitions juniors. Il est sélectionné pour les Championnats du monde juniors de 1978 mais ne peut prendre part à la compétition en raison d'un problème administratif.
Il intègre l'équipe d'URSS en 1980 et fait partie de l'équipe soviétique qui prend le départ du Tour de l'Avenir. Le Balte encore inconnu y effectue des débuts remarqués : 5e de la première étape, à Pontarlier, où son coéquipier Youri Kachirine réalise le doublé victoire d'étape-maillot jaune, il remporte la 4e étape (Saint-Étienne-Villeneuve), termine encore 7e à La Clusaz (9e étape) et 2e de la 10e étape à Saint-Julien en Genevois, toutes deux gagnées par son coéquipier Youri Barinov. Il est toutefois contraint à l'abandon la veille de l'arrivée.
Rikho Suun ne revient au Tour de l'Avenir que six ans plus tard, dans l'anonymat. Entre-temps, coureur de plat pays, il avait remporté plusieurs étapes sur la Course de la Paix, 5 au total. Il participe aussi en 1981 à la razzia soviétique sur le Tour de Luxembourg, course open. 5 fois sélectionné pour les Championnats du monde, la consécration vient en 1988, quand il obtient sa place dans l'équipe d'URSS aux Jeux olympiques de Séoul, sans toutefois y briller — il finit 60e de l'épreuve en ligne. Il passe professionnel en 1989, dans l'équipe cycliste espagnole Kelme, en compagnie de deux compatriotes estoniens, Tomas Kirsipuu et Arvi Tammesalu. La meilleure performance qu'il réalise est une 3e place au premier championnat cycliste d'URSS professionnel.

### Meilleur sportif d'Estonie en 1985
En 1985, sa participation à la Course de la Paix, qui pour la première fois prend son départ à Moscou, se solde par 3 victoires d'étapes, dont celle obtenue à Moscou. Il est reconnu alors comme le meilleur sportif de la République socialiste soviétique d'Estonie, distinction que son compatriote Aavo Pikkuus avait obtenu à plusieurs reprises.
Après un passage décevant chez les professionnels, Rikho Suun prend sa retraite de coureur, en 1994, sans toutefois abandonner le vélo puisqu'il participe en amateur à quelques épreuves en VTT. La reconversion du coureur qui avait quitté l'école en 1978 avec le diplôme de fin d'études secondaires, lui fait reprendre des études à l'Université de Tartu. Il devient ensuite PDG d'une entreprise de sa ville natale.

## Équipes professionnelles
- 1989 : Kelme
- 1990 : Lada Ghzel

## Palmarès
- 1980
  - 4e étape du Tour de l'Avenir
- 1981
  - Prologue du Tour de Luxembourg
  - Tour de Yougoslavie : 
    - Classement général

  - 1re étape
  - 3e du championnat d'URSS du critérium
  - 3e du Tour de Luxembourg
  - 7e du championnat du monde amateurs sur route
- 1982
  -  Champion d'URSS sur route[5]
  - 2e et 3e étape de la Course de la Paix[6]
  - 1re étape du Tour de Sotchi
  - 2e du championnat d'URSS du critérium
- 1983
  -  Champion d'URSS du critérium
  - 2e du championnat d'URSS sur route
- 1984
  - 3e du championnat d'URSS du critérium
- 1985
  - 1re, 5e et 10e étapes de la Course de la Paix[7]
  - 3e étape du Grand Prix Guillaume Tell
  - 2e du championnat d'URSS du critérium
  - 2e du Grand Prix Guillaume Tell
- 1986
  - Prologue du Trophée Joaquim-Agostinho (contre-la-montre par équipes)
  - 3eb étape du Tour de l'Avenir (contre-la-montre par équipes)
- 1987
  - 2e du championnat d'URSS sur route
- 1988
  - 2e étape du Tour de Suède
  - 2e étape du Tour de Pologne (contre-la-montre par équipes)
- 1989
  - 3e du championnat professionnel d'URSS sur route

### Places d'honneur
- 1982
  - 7e de la Course de la Paix
  - 24e du Tour de Luxembourg
  - 66e du championnat du monde amateurs sur route
- 1983
  - 14e du Circuit de la Sarthe
  - 30e de la Course de la Paix
  - 55e du championnat du monde amateurs sur route
- 1985
  - 13e de la Course de la Paix
  - 80e du championnat du monde amateurs sur route
- 1986
  - 43e du Tour de l'Avenir
- 1988
  - 60e de la course en ligne des Jeux olympiques de Seoul